# アプリケーションストリーミング
アプリケーションストリーミング（英: Application Streaming）は、アプリケーションのインストールイメージについて、その各部の実行順序、依存関係等を解析し、その解析結果に基づいてバイナリを小さな単位（通常4キロバイト）に分割し、それをストリーミングサーバと呼ばれるサーバ上に登録し、クライアント側におけるユーザによるアプリケーション操作に応じて、その操作に必要なバイナリ部分を逐次配信するという方法である。

## 概要
アプリケーションストリーミングは、オンデマンドのソフトウェア配信の一形態である。
アプリケーションストリーミングの基本概念は、現代のプログラミング言語が生成し、オペレーティングシステム (OS) がアプリケーションを実行する方法に、その基礎がある。エンドユーザーがある特定の機能を実行するには、プログラムの一部のみで十分である。これは、クライアントのコンピュータに全て完全にインストールされていなくても良いことを意味する。必要な時に、必要な物を配送すればよく、ネットワークの帯域が細くても配信可能になる。
しばしば、アプリケーションストリーミングはアプリケーション仮想化と組み合わせて使われる。それゆえ、アプリケーションは伝統的な意味ではインストールされない。

## ストリーミングサーバ
アプリケーションはパッケージ化され、ストリーミングサーバに保管される。パッケージ化やsequencingでは、要求に基づいて配信する方法と、予測に基づいて最適化して配信する方法の、両方が可能であるアプリケーションのイメージを生成する。

## アプリケーションの起動とストリーミング
エンドユーザーにとって、アプリケーションの最初の起動は重要である。パッケージングの過程は最初の起動を最適化できる。いったん起動したら、共有の機能が続く。これらの機能がエンドユーザーから要求されたら、似たような方法でストリーミングされる。この場合、クライアントがサーバからアプリケーションを引っ張ってくる。もしくは、バックグランドで、アプリケーション全体がサーバからクライアントに配信される。この場合、サーバがアプリケーションをクライアントにプッシュする。

## 利点
- 現代のアプリケーションの複雑さ故、多くの機能は決して使われなかったり、たまにしか使われなかったりする。それゆえ、オンデマンドでアプリーションを取得することは、サーバクライアント間のネットワークの利用としてはより効率的である。
- OSの移行を簡単にする。[1]
- アプリケーションの配備を高速化する。[1]
- ローカルで実行されるにもかかわらず、アプリケーションの管理を集中化させられる。[1][2]

## 実装
- Application Virtualization (App-V) TechCenter
- Symantec Workspace Streaming
- Citrix XenApp
- VMware ThinApp
- Endeavors Technologies
- AMS Z!Stream